# Grabhügel bei Pansdorf

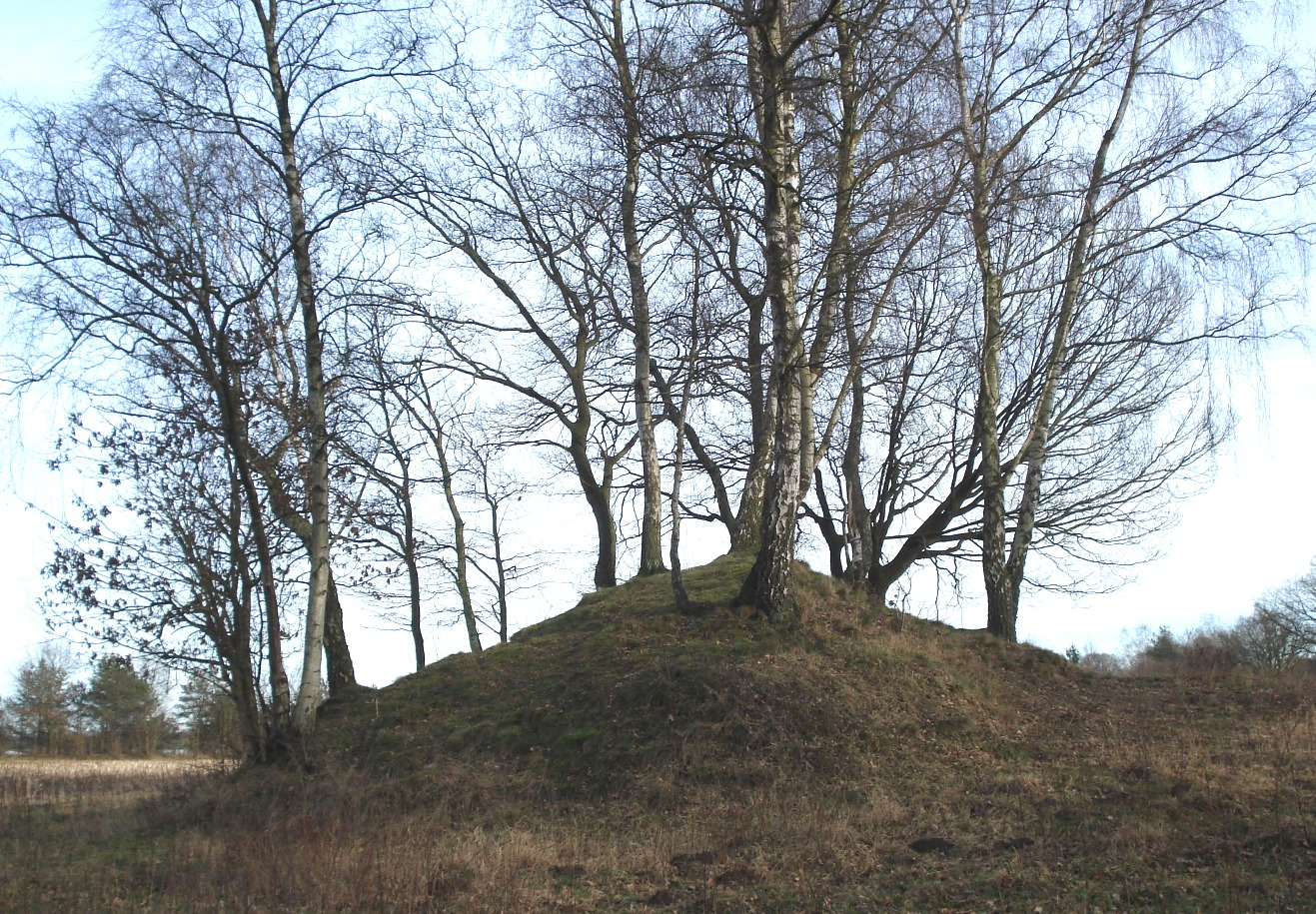
Unbenannter Grabhügel bei Pansdorf – aus Westen

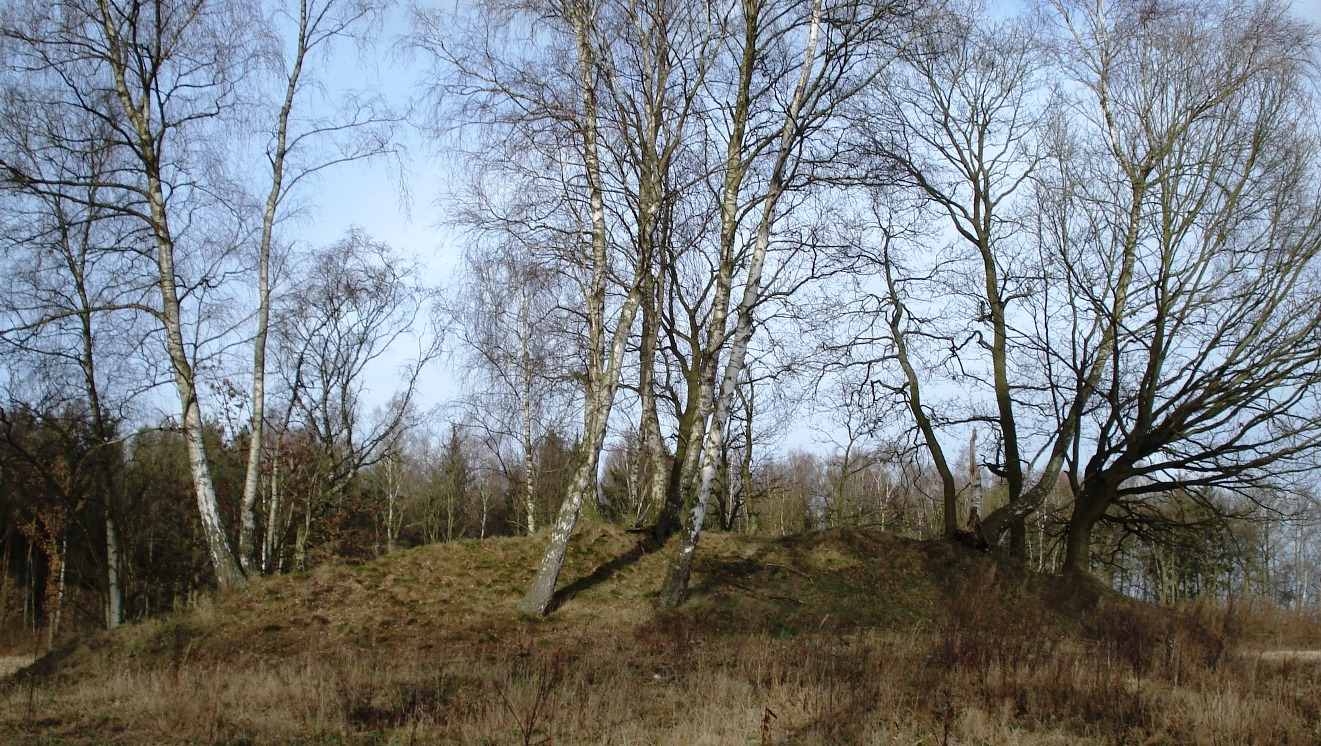
Unbenannter Grabhügel bei Pansdorf – aus Süden

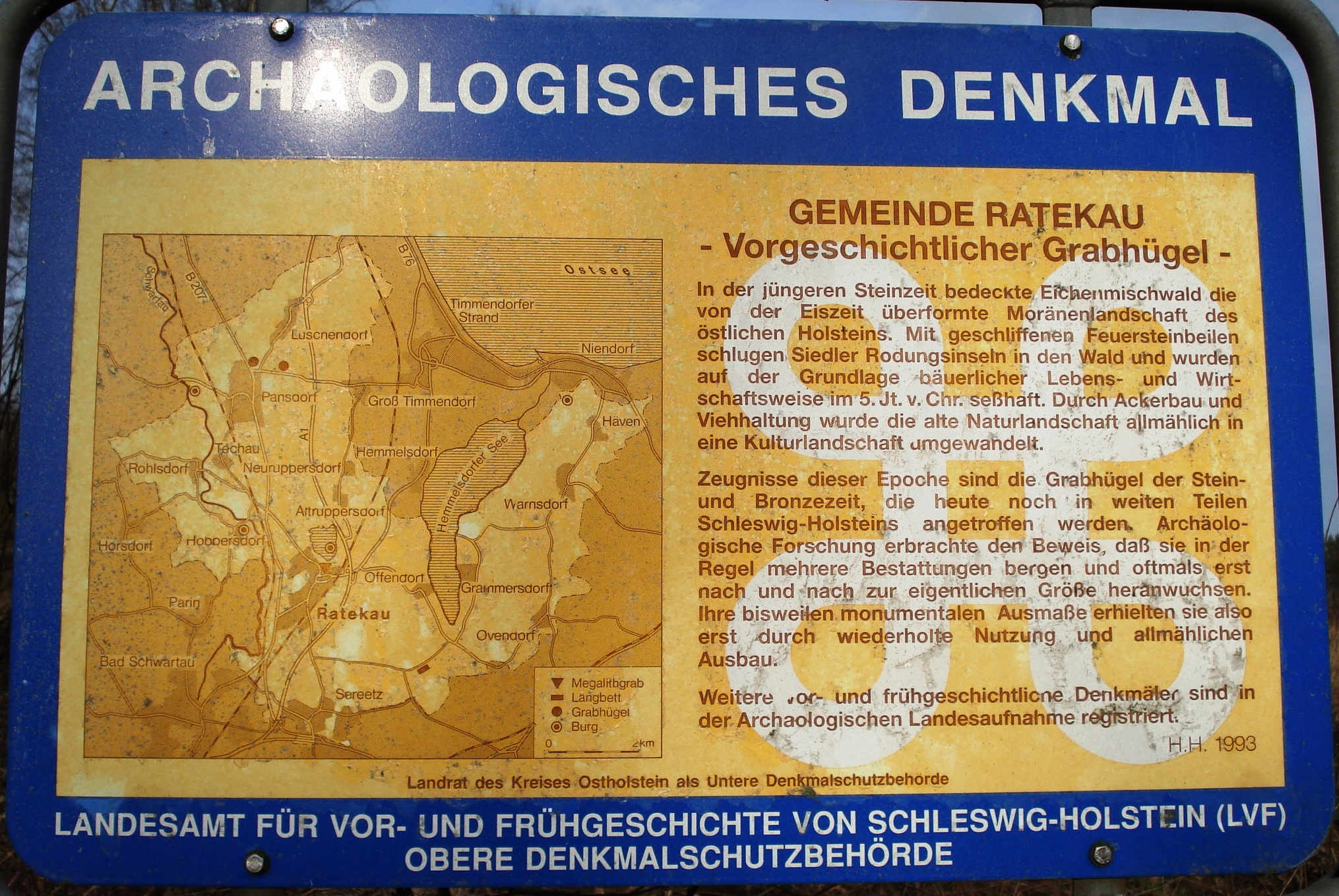
Tafel des Landesamtes für Denkmalpflege am Grabhügel in Pansdorf

Der Grabhügel bei Pansdorf ist ein jungsteinzeitlicher Grabhügel bei Pansdorf (Gemeinde Ratekau) im Kreis Ostholstein in Schleswig-Holstein. 
Es handelt sich um einen oval-länglichen Erdhügel mit einer Länge von rund 15 m, einer Breite von ca. 6 m  und einer Höhe von 2 bis 3,5 m (die Höhe des umgebenden Geländes fällt zur Nordseite des Grabhügels ab). Er steht unter Denkmalschutz und befindet sich kurz vor der nördlichen Ortseinfahrt von Pansdorf auf einem Feld, wenige Meter neben der Straße.   

## Sonstiges
In der Nähe befindet sich der Grellberg, ein weiterer Grabhügel.